# IF Brommapojkarna
Az IF Brommapojkarna, teljes nevén Idrottsföreningen Brommapojkarna, sokszor rövidítve BP egy svéd labdarúgócsapat. A klubot 1942-ben alapították, jelenleg a svéd első osztályban (Allsvenskan) szerepel.

## Története
A klubot 1942-ben alapították a svéd főváros Bromma nevű részében. A világ nagy része akkor ismerte meg, mikor az akkor még másodosztályú csapat játékosát, Bojan Djordjicot nagy meglepetésre a Manchester United vette meg.
Az első osztályba először 2006-ban jutottak fel, a rájátszás megnyerése után. A szezon végén kiestek, majd 2008-ban ismét kiharcolták a feljutást.

## Jelenlegi keret
2021. április 16. szerint.
| #  |     | Poszt | Név                       |
| -- | --- | ----- | ------------------------- |
| 1  | SWE | K     | Jonas Olsson              |
| 3  | SWE | V     | Carl Elfgren Nyström      |
| 4  | SWE | V     | Amadeus Sögaard           |
| 5  | SWE | V     | Oscar Krusnell            |
| 6  | SWE | KP    | Gustav Sandberg Magnusson |
| 7  | SWE | KP    | Simon Helg                |
| 8  | SWE | KP    | Alexander Seger           |
| 9  | SWE | CS    | Omar Faraj                |
| 10 | SWE | KP    | Marijan Cosic             |
| 11 | NED | CS    | Lovette Felicia           |
| 12 | SWE | KP    | Nils Wallenberg           |

| #  |     | Poszt | Név                 |
| -- | --- | ----- | ------------------- |
| 13 | SWE | KP    | David Zlotnik       |
| 14 | SWE | CS    | Jardell Kanga       |
| 15 | SWE | KP    | Samuel Leach Holm   |
| 17 | SWE | CS    | Monir Jelassig      |
| 18 | SWE | V     | Robin Frej          |
| 19 | SWE | KP    | Christer Gustafsson |
| 20 | SWE | K     | Alexander Lundin    |
| 21 | SWE | V     | Felix Bennarp       |
| 22 | SWE | KP    | Teo Grönborg        |
| 24 | SWE | V     | Jesper Ceesay       |

## Sikerek
- Division 1:
  - Győztes (1): 2016
- Svéd Division 2:
  - Győztes (3): 1998, 2000, 2001

## Külső hivatkozások
- Hivatalos weboldal (svédül)

Svéd labdarúgó bajnokság Hivatalos weboldal ( svédül) 